# Sandra-Lia Infanger

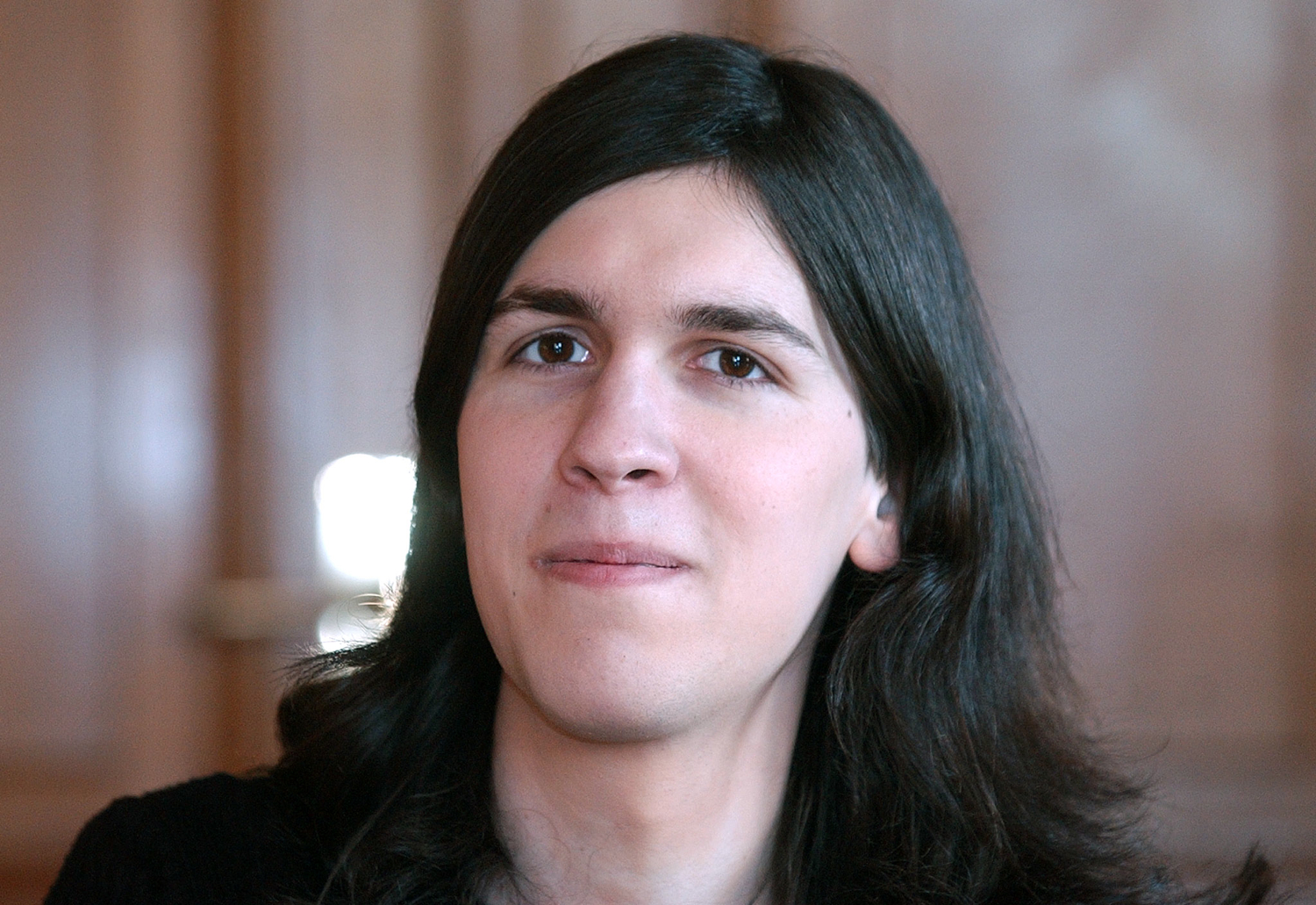
Sandra-Lia Infanger

Sandra-Lia Infanger (* 13. April 1980 in Olten als Adrian Thomas Infanger) ist eine Schweizer Politikerin und Bloggerin.
Ende 2004 wollte sie sich als transsexuelle Frau auf der Wahlliste der Juso für die Kantonsratswahlen im Kanton Solothurn eintragen lassen. Das Oberamt verwehrte die Kandidatur, da sie damals im Einwohnerregister noch unter ihrem männlichen Vornamen aufgeführt war. Dieser Entscheid wurde in den Schweizer Medien breit diskutiert und machte Infanger schweizweit bekannt. Sie focht den Entscheid vor Bundesgericht an, unterlag jedoch. Die Zeitung 20 Minuten berichtete 2005–2007 regelmässig aus ihrem Leben und über die durchgeführte geschlechtsangleichende Operation.
2009 gründete sie die Alternative Schweizer Partei (ASP) und kandidierte erneut für den Kantonsratssitz. Sie erreichte jedoch nur 0,34 % und wurde nicht gewählt. Ihre Liste ASP erhielt 1'038 Stimmen (entspricht 0,34 %), sie selbst 504 Kandidatenstimmen.